# Jakob Gardenkrans
Jakob Gardenkrans, född 15 augusti 1997  i Helsingborg, är en svensk friidrottare. Gardenkrans tävlade för Malmö Allmänna Idrottsförening mellan 2013 och 2017 och har för denna klubb tagit 21 SM-Medaljer på ungdom- och juniorsidan. Jakob är son till före detta diskuskastaren Kenth Gardenkrans.
Den 19 juni 2016 kastade Gardenkrans 62.58 meter i diskus vilket resulterade i nytt svenskt juniorrekord samt en tredje placering i världen. Hans nuvarande personliga rekord är 64,42m från 2021. 

## Personliga rekord
| Utomhus - Diskus – 64.42m (Uppsala, Sverige 5 april 2021) - Diskus 1,75 kg – 62,58 (Bottnaryd 18 juni 2016) - Diskus 1,5 kg – 60,96 (Vellinge 6 juni 2014) - Diskus 1,5 kg – 59,53 (Göteborg 29 juni 2014) - Diskus 1,0 kg – 64,86 (Halle, Tyskland 20 maj 2012) | Inomhus - Diskus – 61.20m (Växjö 3 februari 2021) - Diskus 1,75 kg – 55,95 (Växjö 5 mars 2016) - Diskus 1,5 kg – 55,60 (Växjö 23 mars - Viktkastning – 17,29 (Växjö 26 februari 2017) |

### Fotnoter
1. ↑  ”Tävlingsårsskiftesövergångar 15 november 2011”. friidrott.se. 20 oktober 2011. Arkiverad från originalet den 16 november 2016. https://web.archive.org/web/20161116014915/http://www.friidrott.se/forbundsinfo/overgangar/arsskifte1112.aspx. Läst 29 oktober 2017.
2. ↑  ”Tävlingsårsskiftesövergångar 15 november 2017”. friidrott.se. 26 oktober 2011. Arkiverad från originalet den 10 oktober 2018. https://web.archive.org/web/20181010015649/http://www.friidrott.se/forbundsinfo/overgangar/arsskifte1718.aspx. Läst 29 oktober 2017.
3. ↑  ”Friidrotts-SM, Borås 27-29.8.21”. friidrottsstatistik.se. https://www.friidrottsstatistik.se/resultsswe.php?CID=12994166&Season=2021. Läst 29 augusti 2021.
4. 1 2 3 4  ”Personsida på IAAF:s webbplats” (på engelska). iaaf.org. https://www.iaaf.org/athletes/sweden/jakob-gardenkrans-273679. Läst 8 oktober 2018.
5. 1 2  Hedman, Jonas (18 juni 2016). ”Svenskt juniorrekord i diskus”. friidrott.se. Arkiverad från originalet den 23 juni 2016. https://web.archive.org/web/20160623011601/http://www.friidrott.se/nyheter.aspx?id=19627. Läst 29 oktober 2017.
6. 1 2 3 4 5 6 7  ”Personsida på European Athletics' webbplats” (på engelska). european-athletics.org. http://www.european-athletics.org/athletes/group=g/athlete=145544-gardenkrans-jakob/index.html. Läst 8 oktober 2018.